# ادمایر (کانزاس)
ادمایر (به انگلیسی: Admire) شهری در ایالت کانزاس کشور ایالات متحده آمریکا است که جمعیت آن در سرشماری سال ۲۰۱۰ میلادی، ۱۵۶ نفر بوده‌است.